# Éko
Eko (ou Ekoh) est un village du Cameroun, localisée dans la région de l'Est, dans le département du Haut-Nyong et au sein de la commune de Messamena.
Cette dernière se situe aux croisements des localités d’Atok, de Somalomo, de Mindourou, d'Akonolinga, ainsi que d’Abong-Mbang.

## Population
Le village d'Eko se compose de 154 habitants, dont 80 hommes et 74 femmes, d'après le recensement de 2005.

## Situation de l'économie locale[3]

### Secteur primaire

#### L'agriculture
L'agriculture demeure l'activité la plus importante du village. Bien que les terres soient abondantes, les habitudes culturelles demeurent rudimentaires. Les populations font essentiellement une agriculture itinérante sur brûlis dans les jachères vieilles de deux à trois ans. Cette agriculture est essentiellement destinée à l'autoconsommation.

#### Elevage
L'élevage reste traditionnel et n'est que très peu pratiqué. Principalement destinés à l'autoconsommation, les produits sont quelquefois vendus.

#### Chasse
Malgré la présence de postes de contrôle de la faune et de la flore, le gibier est souvent commercialisé.

#### La pêche
L'activité est réalisée à tout moment de l'année. Les espèces pêchées sont les silures, les tilapias, les capitaines, les carpes. La population y tire de nombreuses sources de revenus.

#### Cueillette
La cueillette se limite à la récolte des fruits d'arbres.

### Secteur secondaire

#### Artisanat
La demande en produits artisanaux (menuiserie, couture, etc.) est forte mais la production demeure faible en raison du nombre réduit d'artisans.

#### Activités de transformation
Il s'agit de la transformation du manioc en bâton et du maïs en farine.

### Secteur tertiaire

#### Commerce
Les habitants du village réalisent principalement de la vente au détail, dominée par la vente de vivres. Les grandes quantités convergent vers Bertoua et Yaoundé.

## Religion
- Christianisme protestant
- Christianisme catholique
- Islam